# Прип'ять (станція)
Прип'ять (біл. Прыпяць) — станція Барановицького відділення Білоруської залізниці в Столинському районі Берестейської області. Розташована за 7,1 км на північний схід від села Стахове; на лінії Бухличі — Лунинець, поміж станцією Видибор і зупинним пунктом Журавинка.